# Демінг (Нью-Мексико)
Демінг (англ. Deming) — місто (англ. city) в США, адміністративний центр округу Луна штату Нью-Мексико. Населення — 14 758 осіб (2020).

## Географія
Демінг розташований за координатами 32°15′47″ пн. ш. 107°45′5″ зх. д. / 32.26306° пн. ш. 107.75139° зх. д. (32.263189, -107.751366).  За даними Бюро перепису населення США в 2010 році місто мало площу 42,06 км², уся площа — суходіл.

### Клімат
Місто знаходиться у зоні, котра характеризується кліматом тропічних степів. Найтепліший місяць — липень із середньою температурою 27 °C (80.6 °F). Найхолодніший місяць — грудень, із середньою температурою 5.2 °С (41.4 °F).
| Клімат Демінга          | Клімат Демінга | Клімат Демінга | Клімат Демінга | Клімат Демінга | Клімат Демінга | Клімат Демінга | Клімат Демінга | Клімат Демінга | Клімат Демінга | Клімат Демінга | Клімат Демінга | Клімат Демінга | Клімат Демінга |
| Показник                | Січ.           | Лют.           | Бер.           | Квіт.          | Трав.          | Черв.          | Лип.           | Серп.          | Вер.           | Жовт.          | Лист.          | Груд.          | Рік            |
| Абсолютний максимум, °C | 28             | 30             | 32             | 37             | 40             | 43             | 43             | 42             | 40             | 36             | 33             | 27             | 43             |
| Середній максимум, °C   | 13,9           | 16,8           | 19,8           | 25,4           | 30,7           | 35,2           | 35,2           | 33,1           | 30,9           | 25,3           | 18,8           | 13,6           | 24,9           |
| Середня температура, °C | 5,6            | 8,2            | 10,8           | 15,4           | 20,7           | 25,3           | 27             | 25,6           | 22,6           | 16,4           | 9,9            | 5,2            | 16,1           |
| Середній мінімум, °C    | −2,8           | −0,3           | 1,7            | 5,4            | 10,7           | 15,3           | 18,8           | 18             | 14,3           | 7,6            | 1,1            | −3,2           | 7,3            |
| Абсолютний мінімум, °C  | −21            | −13            | −11            | −6             | −2             | 3              | 8              | 10             | 2              | −7             | −14            | −18            | −21            |
| Норма опадів, мм        | 15.2           | 15.2           | 10.2           | 10.2           | 10.2           | 17.8           | 55.9           | 58.4           | 33             | 27.9           | 17.8           | 22.9           | 294.6          |
| Днів з опадами          | 2              | 2              | 2              | 1              | 1              | 2              | 5              | 5              | 4              | 2              | 2              | 3              | 31             |
| Днів з дощем            | 1              | 1              | 1              | 0              | 0              | 1              | 4              | 4              | 2              | 2              | 1              | 1              | 23             |
| Вологість повітря, %    | 60             | 51             | 42             | 27             | 22             | 26             | 44             | 48             | 44             | 50             | 44             | 58             | 43             |
| ----------------------- | -------------- | -------------- | -------------- | -------------- | -------------- | -------------- | -------------- | -------------- | -------------- | -------------- | -------------- | -------------- | -------------- |
| Джерело: Weatherbase    |                |                |                |                |                |                |                |                |                |                |                |                |                |

## Демографія
Згідно з переписом 2010 року, у місті мешкало 14 855 осіб у 5582 домогосподарствах у складі 3729 родин. Густота населення становила 353 особи/км².  Було 6226 помешкань (148/км²).
Расовий склад населення:
| - 76,6 % — білих - 1,5 % — чорних або афроамериканців - 1,3 % — корінних американців - 0,6 % — азіатів - 0,1 % — вихідців з тихоокеанських островів - 17,2 % — осіб інших рас |

До двох чи більше рас належало 2,6 %. Частка іспаномовних становила 68,6 % від усіх жителів.
За віковим діапазоном населення розподілялося таким чином: 27,6 % — особи молодші 18 років, 53,9 % — особи у віці 18—64 років, 18,5 % — особи у віці 65 років та старші. Медіана віку мешканця становила 36,0 року. На 100 осіб жіночої статі у місті припадало 96,9 чоловіків;  на 100 жінок у віці від 18 років та старших — 94,2 чоловіків також старших 18 років.
Середній дохід на одне домашнє господарство  становив 35 489 доларів США (медіана — 25 844), а середній дохід на одну сім'ю — 41 438 доларів (медіана — 33 718). Медіана доходів становила 30 821 долар для чоловіків та 22 263 долари для жінок. За межею бідності перебувало 33,1 % осіб, у тому числі 45,2 % дітей у віці до 18 років та 20,7 % осіб у віці 65 років та старших.
Цивільне працевлаштоване населення становило 4763 особи. Основні галузі зайнятості: освіта, охорона здоров'я та соціальна допомога — 23,9 %, роздрібна торгівля — 13,0 %, мистецтво, розваги та відпочинок — 11,6 %.

## Галерея

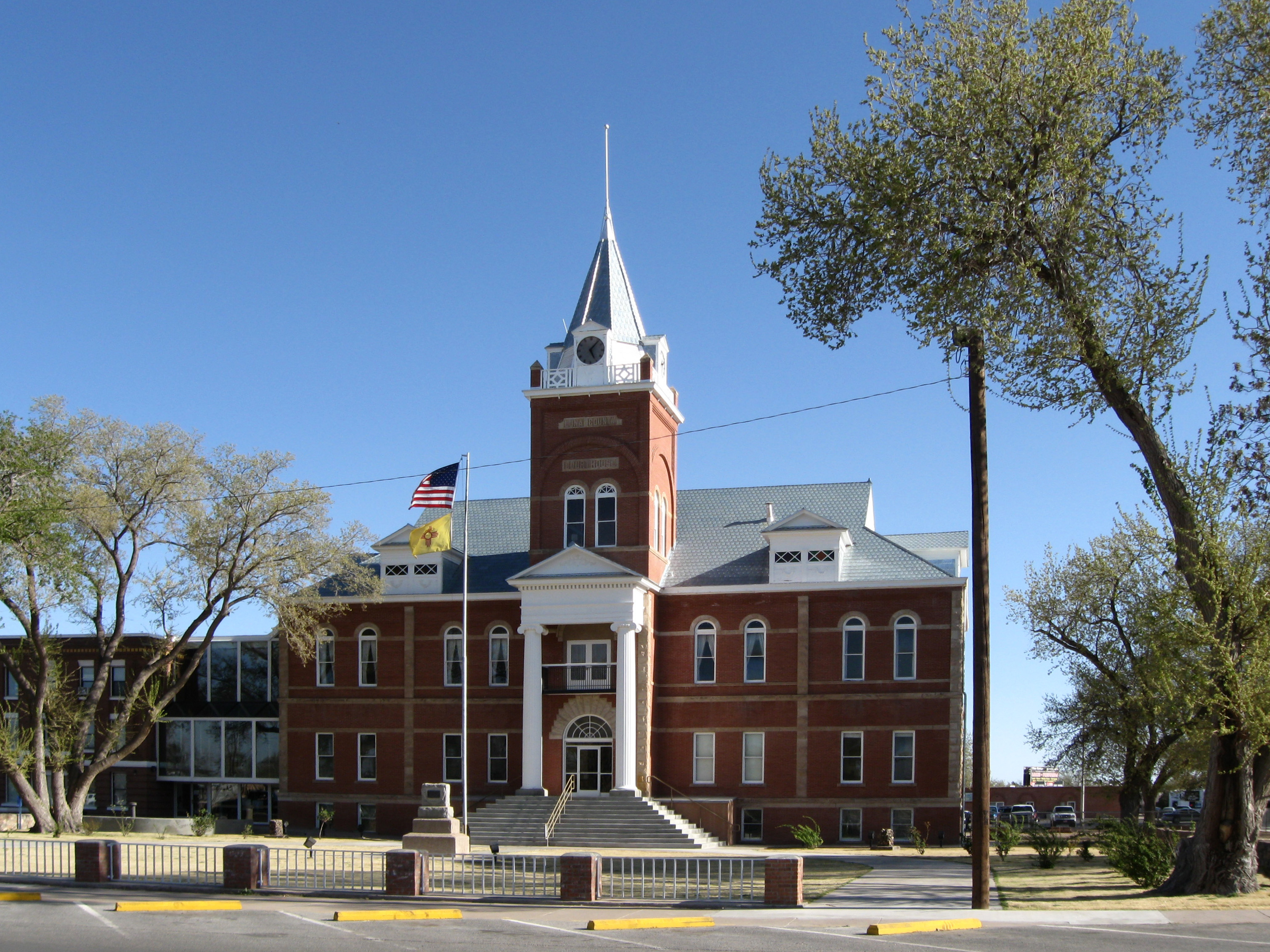
Будівля окружного суду
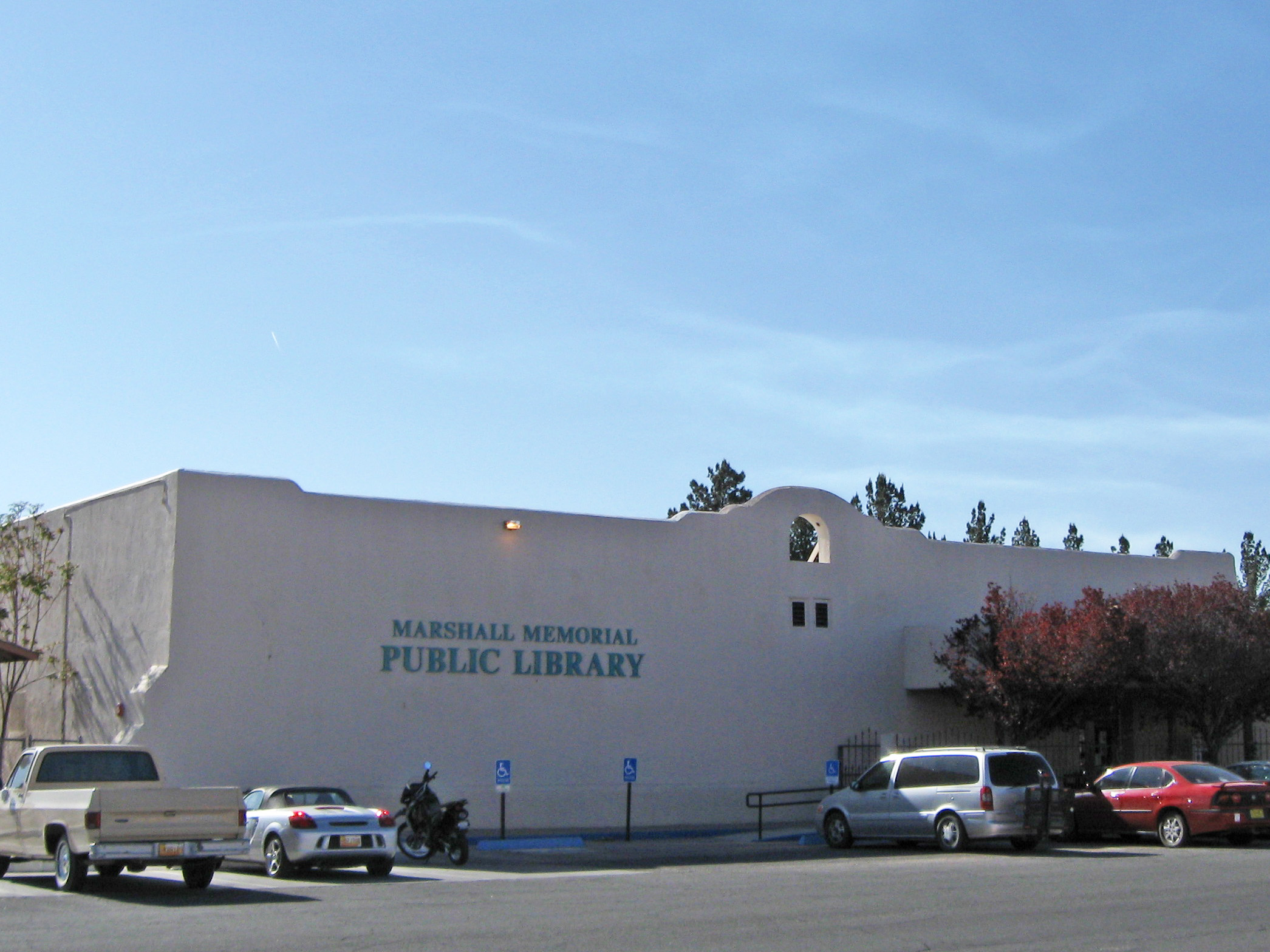
Бібліотека
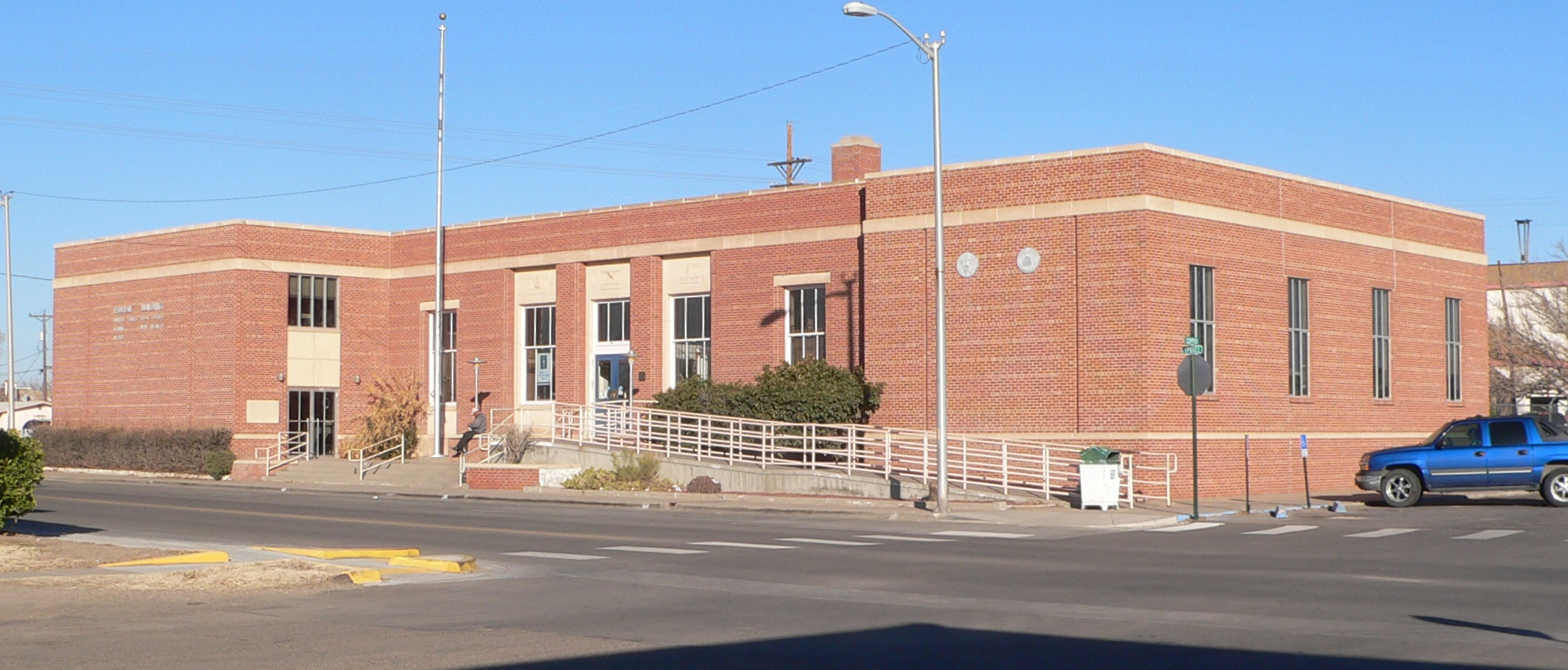
Пошта
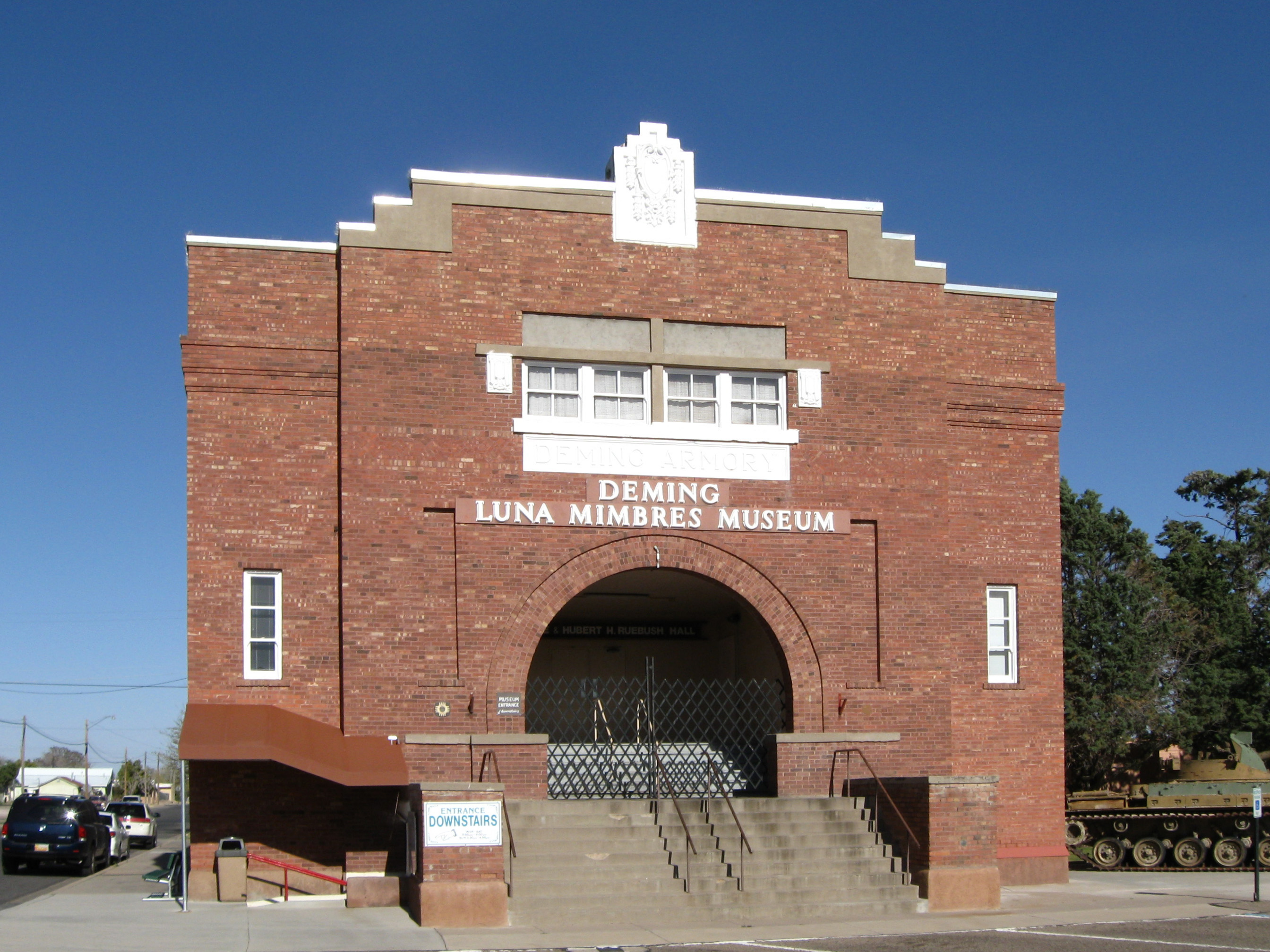
Музей Deming Luna Mimbres
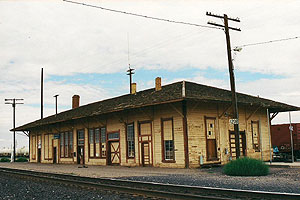
Залізнична станція «Амтрак»
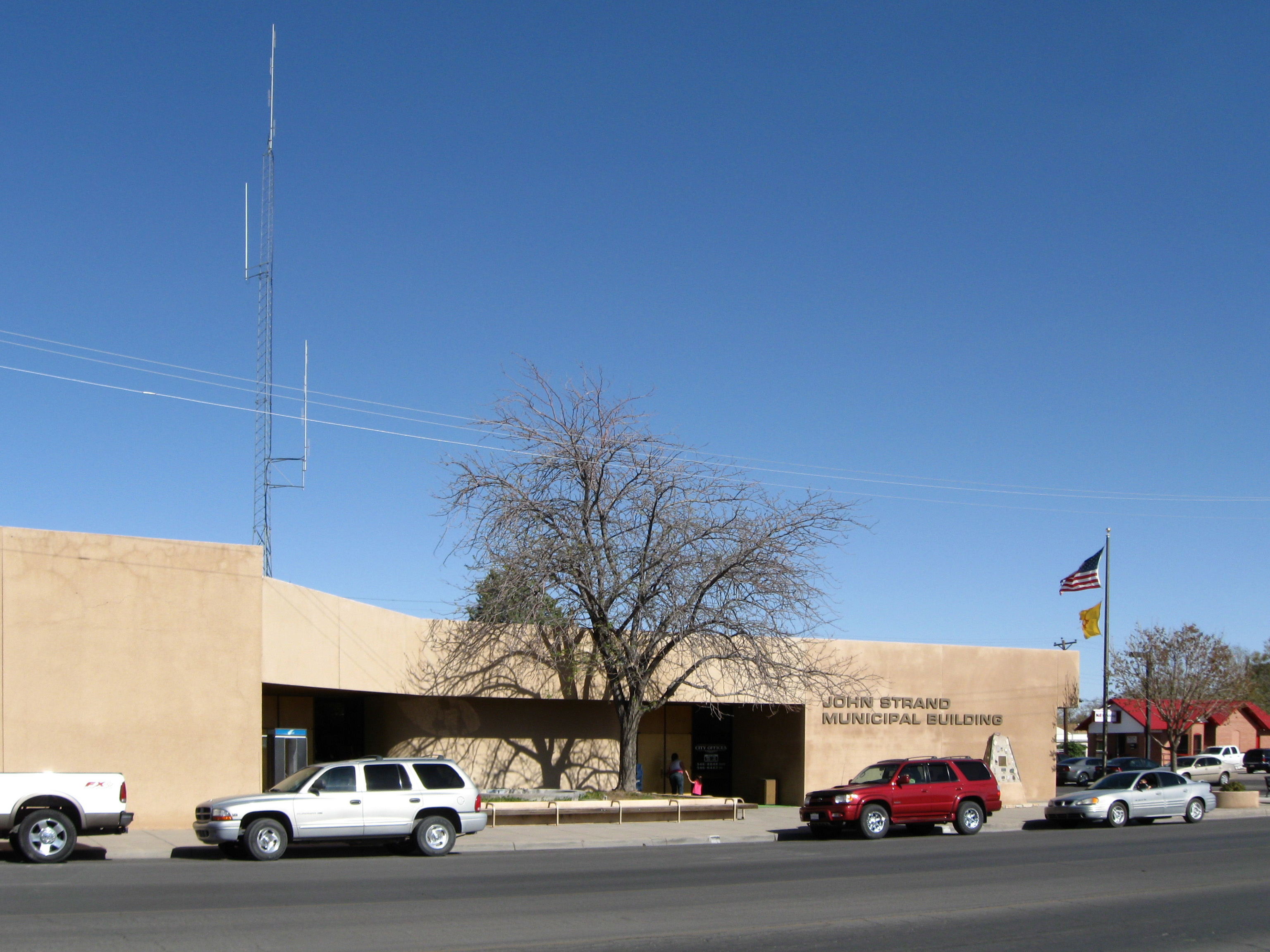
Будівля міської ради